# さすらい (永田英二の曲)
「さすらい」は、1974年12月10日にCBS・ソニーレコードから発売された八田英士の3枚目のシングルである。（トータル9枚目）

## 概要
A面曲は『ズンドコ節』のカバー
ジャニーズ 在籍時代 最後のシングルとなった。
『風よはこんで』は2022年3月時点、未CD化。

## 収録曲
1. さすらい [2:58]
作詞：喜多条忠/作曲・編曲：高田弘
2. 風よはこんで [2:08]
作詞：喜多条忠/作曲・編曲：高田弘